# جان سی. برکینریج
جان سی. برکینریج (به انگلیسی: John C. Breckinridge) سناتور سابق عضو حزب دموکرات ایالات متحده آمریکا بود. وی در سال ۱۸۶۱ میلادی سناتور ایالت کنتاکی در سنای ایالات متحده آمریکا بود.